# HMS Quantock (L58)
Le HMS Quantock est un destroyer de classe Hunt de type I de la Royal Navy, qui participa aux opérations navales contre la Kriegsmarine (marine Allemande) pendant la seconde Guerre mondiale. En 1954, il est vendu à la Marine équatorienne.

## Construction
Le Quantock est commandé le 11 avril 1939 dans le cadre de programmation de 1939 pour le chantier naval de Scotts Shipbuilding and Engineering Company à Greenock en Ecosse. La pose de la quille est effectuée le 26 juillet 1939, le Quantock est lancé le 22 avril 1940 et mis en service le 6 février 1941.
Il est parrainé par la communauté civile de l'arrondissement métropolitain de Tameside dans le Greater Manchester, dans le cadre de la Warship Week (semaine des navires de guerre) en mars 1942.

## Histoire

### Seconde Guerre mondiale
Le Quantock est principalement employé dans l'escorte de convois en mer du Nord.
En juillet 1943, le Quantock est détaché pour le service avec la Force d'appui Est pour les débarquements en Sicile dans le cadre du groupe d'escorte U de l'opération Husky.
En septembre 1943, il assure des missions de lutte anti-sous-marine et de lutte antiaérienne sur du débarquement à Salerne lors de l'opération Avalanche.
En 1944, le Quantock effectue des missions de patrouille et d'escorte en Méditerranée centrale et en Adriatique.
En début de 1945, il est nommé pour le retour au Royaume-Uni pour l'escorte de convois côtiers contre les sous-marins (U-Boote) équipés de schnorkel. Au cours de cette période, le mouillage de mines de l'ennemi par les Schnellboote et les sous-marins est important.
Le Quantock termine la guerre par des missions de défense et de patrouille des convois de la 16e Flottille de destroyers.

### Après guerre
Après la fin de la guerre en Europe, son armement est retiré et il est converti en septembre 1945 en vaisseau cible pour la formation du personnel navigant jusqu'en 1947.
À son retour en Grande-Bretagne en 1947, le navire est mis hors service et affecté à la réserve, d'abord à Harwich, puis par la suite à Sheerness et enfin à Barrow. Il apparait ensuite sur la liste des navires en vente.
En 1954, le Quantock est vendu à l'Équateur.

### Histoire dans la marine équatorienne
Le Quantock et le navire jumeau HMS Meynell, également achetés par l'Équateur, sont les seuls navires de la classe Hunt qui sont vendus à l'Amérique du Sud.
Après la vente, les deux navires ont été révisés par J. Samuel White and Company, à Cowes sur l'île de Wight, qui est achevé en 1955.
En août 1955, les deux navires sont remis à la Marine équatorienne en tant que Presidente Alfaro (ex Quantock) et Presidente Velasco Ibarra (ex Meynell) à Portsmouth. Les deux navires, maintenant classés comme frégates, sont restés en service pendant encore 20 ans. Aucune autre modification n'a été apportée aux navires pendant cette période. En 1978, les deux navires sont rayés de la liste d'active avant d'être vendus à la casse.

### Honneurs de bataille
- Mer du nord 1941-1945
- Atlantique 1943
- Sicile 1943
- Salerne 1943
- Adréatique 1944